# Nate Burleson
Nathaniel Burleson (Calgary, 19 agosto 1981) è un giocatore di football americano canadese che gioca nel ruolo di wide receiver nella National Football League (NFL) e dal 2014 è free agent. Fu scelto nel corso del terzo giro (71º assoluto) del Draft NFL 2003 dai Minnesota Vikings. Al college ha giocato a football all’Università del Nevada-Reno.

## Carriera professionistica

### Minnesota Vikings
Burleson fu scelto nel terzo round del draft 2003 dai Minnesota Vikings. Dimostrò buone potenzialità nella sua stagione da rookie, senza tuttavia far registrare grandi statistiche. Nella sua seconda stagione, Burleson emerse dopo l'infortunio dell'altro ricevitore Randy Moss, raggiungendo per la prima volta le mille yard ricevute in carriera. Burleson fornì grandi prestazioni anche membro degli special team, divenendo l'unico giocatore della storia della NFL a ritornare tre diversi punt per oltre 90 yard l'uno.

### Seattle Seahawks

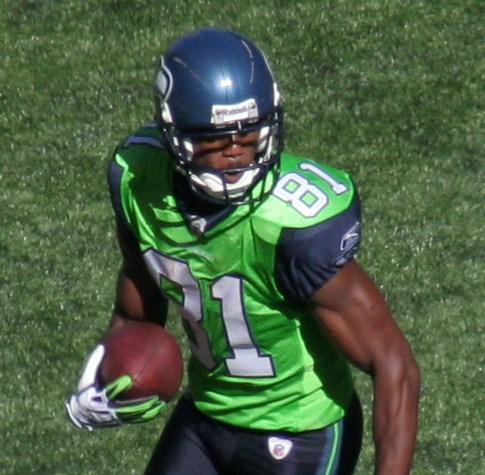
Burleson coi Seahawks nel 2009.

Il 24 marzo 2006, Burleson firmò un contratto di sette anni del valore di 49 milioni di dollari coi Seattle Seahawks, la squadra della sua città natale. Nella sua prima stagione con la nuova franchigia, Nate disputò tutte le 16 partite, 7 delle quali come titolare, ricevendo solamente 192 yard con 2 touchdown su ricezione, giocando principalmente negli special team. La stagione successiva salì a 692 yard ricevute e pareggiò il proprio primato del 2004 segnando 9 touchdown. Il 7 settembre 2008, Burleson si ruppe un legamento nella gara di debutto della stagione contro i Buffalo Bills, perdendo tutto il resto dell'annata. Tornato nella stagione successiva ricevette il secondo massimo in carriera con 812 yard e segnò 3 touchdown.

### Detroit Lions
Divenuto free agent, il 5 marzo 2010 Burleson firmò coi Detroit Lions. Nel 2010 ricevette 625 yard e 6 touchdown in 14 partite, mentre nel 2011 ne ricevette 757 con 3 touchdown, coi Lions che si qualificarono per i playoff dopo un decennio. Nella stagione 2012 disputò solamente 6 partite con 240 yard ricevute e 2 touchdown.
Il 24 settembre 2013, Burleson si ruppe un braccio in un incidente stradale. Rientrò nel match della 12ª settimana contro i Tampa Bay Buccaneers, in cui segnò l'unico TD della stagione 2013. Il 13 febbraio 2014 fu svincolato dai Lions.

### Cleveland Browns
Il 6 aprile 2014, Burleson firmò un contratto annuale con i Browns. Fu svincolato il 30 agosto, alla fine della pre-stagione.
Al momento lavora come analista sul network della NFL.

## Palmarès
- Formazione ideale del 35º anniversario dei Seahawks

## Statistiche
| Partite totali         | 135   |
| Partite da titolare    | 103   |
| Ricezioni              | 457   |
| Yard su ricezione      | 5.630 |
| Touchdown su ricezione | 39    |

Statistiche aggiornate alla stagione 2013